# Street Fighter II (mangá)
Street Fighter II: Ryu (ストリートファイターⅡ RYU), simplesmente Street Fighter II nas versões norte-americanas, é uma série de mangá escrita e desenhada por Masaomi Kanzaki que foi publicada mensalmente na revista Family Computer Magazine entre os anos de 1993 e 1994, apesar do mangá ter tido a produção iniciada em 1992. Foi produzido anteriormente ao lançamento de Super Street Fighter II e possui apenas os doze "Guerreiros Mundiais" originais.

## História
Entre os anos 70 ou começo dos anos 80, uma ilha conhecida por Shad é urbanizada com fundos de vários grandes conglomerados de todo o mundo, virando efetivamente um pequeno estado, com áreas largas similiares à Tokyo, Nova Iorque, e Las Vegas. A intenção era de que a nova ilha se tornasse uma parte-chave da nova economia mundial, mas com um desastre na bolsa de valores, Shad é completamente abandonada e cai em um estado de anarquia—até que um poderoso sindicato criminal liderado por M. Bison chega e toma controle. Bison ganha popularidade entre os cidadãos de Shad como chefe de política, enquanto mantém sua organização e seus serviços debaixo do radar.
Ao mesmo tempo, dois estudantes de artes marciais conhecidos por Ryu e Ken começaram seu treinamento com a lenda misteriosa e relutante, Gouken. Uma noite, o amigo de Ken, Cho, aparece no dojo em pânico, revelando ter descoberto sobre a organização de Bison, Shadaloo, e sua atual agenda—experimentos em humanos com uma droga chamada de "Doll" (boneca) que faz uma lavagem cerebral no usuário, normalmente para atos de violência. Cho havia sido seguido e vira uma vítima em um ataque de Bison e dois de seus lordes de Shadaloo, Vega e Sagat. Naturalmente, uma luta começa, na qual o grupo de lutadores se separa. Após voltar ao dojo, Ryu descobre que Gouken havia sido morto por Bison, então houve as últimas palavras de seu mestre. Assumindo que Ken também havia sido morto, Ryu vira um vagabundo solitário.
Após alguns anos, Ryu vai até um torneio que acontece em Shad, um torneio no qual Bison é o grande campeão. Lá, Ryu se encontra com vários outros personagens, como Chun-Li, Guile e até mesmo Ken, que descobre estar vivo. Cada um dos participantes do torneio possuem suas motivações pessoais para estarem lá, sendo que tanto Ryu quanto Ken desejam vingar seu aintgo mestre, Gouken. Durante o torneio, muita coisa é revelada sobre os lutadores, assim como há a criação de laços afetivos entre alguns deles.

## Edições

### Japonesa
O mangá Street Fighter II foi originalmente coletado em três edições de tankōbon no Japão, publicado por Tokuman Shoten, seguindo a publicação na Family Computer Magazine. Ele foi mais tarde publicado em uma versão completa em 2004, junto de um pequeno filme educacional, Street Fighter II: Yomigaeru Fujiwara-kyo - Toki o Kaketa Fighter-tachi.
- Volume 1 (ISBN 419793050X)
- Volume 2 (ISBN 4197930704)
- Volume 3 (ISBN 4197900074)
- Edição completa (ISBN 4906582028)

### Americana
Tokuma Comics publicou os capítulos dos dois primeiros tankōbon como uma banda desenhada mensal de oito edições em 1994, com um tamanho de papel maior para refletir o estilo comics, arte colorida e painéis ajustados, para que o mangá pudesse ser lido da esquerda para direita, padrão no ocidente. Em alguns casos o diálogo foi alterado para ser lido da esquerda para a direita, enquanto em outros casos ele foi deixado no original.
Udon publicou uma versão adaptada do mangá completo, contando com a arte original sem censura em preto e branco e orientação do direita para a esquerda, em um conjunto de três volumes.
- Volume 1 (ISBN 0978138619)
- Volume 2 (ISBN 0978138627)
- Volume 3 (ISBN 0978138635)

### Influências
Algumas outras histórias de Street Fighter possuem algum grau de influência deste mangá. A cena do clube em Little Las Vegas em Shad é é muito parecida com uma cena em Street Fighter II: The Animated Movie,  no quadrinhos da UDON foi incluído um conceito que é muito semelhante ao de Doll, inclusive foi usado o mesmo nome, o mesmo foi feito no filme referido, no filme Ken também sofre lavagem cerebral por M. Bison. Além disso, esta série apresenta a primeira aparência de Gouken, que mais tarde seria utilizada pela própria Capcom.